# Квалификације за Конкакафов Златни куп у фудбалу за жене 2002.
Квалификације за Конкакафов Златни куп у фудбалу за жене 2002. је било друго издање (6. ако је укључено и фудбалски шампионат Конкакафа за жене) Конкакафовог Златног купа у фудбалу за жене. Шампионат се одржао у Сједињеним Државама. Фудбалска репрезентација Сједињених Држава освојила је турнир и заједно са другопласираном Канадом су се квалификовале за Светско првенство у фудбалу за жене 2003.
За учешће у шампионату играле су се квалификације Централноамеричког фудбалског савеза (УНКАФ) преко које су се Костарика и Гватемала придружиле већ квалификованим репрезентацијама САД, Канади, Тринидаду и Тобагу, Мексику, Јамајки и Панами. Квалификације су се одиграле у Салвадору од 29. до 6. августа 2002. године.
Друге квалификације су биле организоване од стране Фудбалског савеза Кариба (ФСК) где је учествовало 12. репрезентација а прво место је освојио Хаити и пласирао се за Конкакафов Златни куп у фудбалу за жене 2002.  Квалификације су се одржале на Хаитију, Јамајки, Порторику Тринидад и Тобагу и Суринаму од 5. јула до 10. септембра 2002. године.

## УНКАФ квалификације
Никарагва и Белиз су се повукле. Првопласирана Костарика и другопласирана Панама пласирале су се на Златни куп за жене.
| Екипа     | Бод | Ута | Поб | Нер | Изг | ГД | ГП |
| --------- | --- | --- | --- | --- | --- | -- | -- |
| Костарика | 12  | 4   | 4   | 0   | 0   | 16 | 3  |
| Панама    | 6   | 4   | 2   | 0   | 2   | 8  | 12 |
| Гватемала | 6   | 4   | 2   | 0   | 2   | 8  | 8  |
| Салвадор  | 3   | 4   | 1   | 0   | 3   | 3  | 11 |
| Хондурас  | 3   | 4   | 1   | 0   | 3   | 9  | 10 |
| Никарагва | 0   | 0   | 0   | 0   | 0   | 0  | 0  |
| Белизе    | 0   | 0   | 0   | 0   | 0   | 0  | 0  |

| Панама | 2 : 1 | Гватемала |
| ------ | ----- | --------- |
|        |       |           |

| Костарика | 5 : 2 | Хондурас |
| --------- | ----- | -------- |
|           |       |          |

| Панама | 3 : 1 | Салвадор |
| ------ | ----- | -------- |
|        |       |          |

| Гватемала | 2 : 1 | Хондурас |
| --------- | ----- | -------- |
|           |       |          |

| Костарика | 4 : 0 | Гватемала |
| --------- | ----- | --------- |
|           |       |           |

| Салвадор | 1 : 0 | Хондурас |
| -------- | ----- | -------- |
|          |       |          |

| Костарика | 4 : 1 | Панама |
| --------- | ----- | ------ |
|           |       |        |

| Гватемала | 5 : 1 | Салвадор |
| --------- | ----- | -------- |
|           |       |          |

| Костарика | 3 : 0 | Салвадор |
| --------- | ----- | -------- |
|           |       |          |

| Панама | 2 : 6 | Хондурас |
| ------ | ----- | -------- |
|        |       |          |

## КФС квалификације

### Прва рунда

#### Прво коло
| Доминика | 0 : 13   | Тринидад и Тобаго |
| -------- | -------- | --- |
|          | Извештај | Аланија Бургин ?’, ?’, ?’ · Натали Дес Виње ?’, ?’, ?’ · Мајли Атн-Џонсон ?’, ?’, ?’ · Таша Ст. Луис ?’ · Акила Молон ?’ · Регина Макги ?’ · Камара Чарлс ?’ |

| Јамајка | 8 : 0 | Порторико |
| ------- | ----- | --------- |
|         |       |           |

#### Друго коло
| Тринидад и Тобаго | 9 : 0    | Доминика |
| --- | -------- | -------- |
| Аланија Бургин ?’ · Аријан Дасен ?’ · Натали Дес Виње ?’, ?’ · Регина Макги ?’ · Мајли Атн-Џонсон ?’ · Лесли Ен Џејмс ?’, ?’ | Извештај |          |

| Порторико | 0 : 3 | Јамајка |
| --------- | ----- | ------- |
|           |       |         |

#### Група 2
| Екипа                  | Бод | Ута | Поб | Нер | Изг | ГД | ДП |
| ---------------------- | --- | --- | --- | --- | --- | -- | -- |
| Хаити                  | 9   | 3   | 3   | 0   | 0   | 13 | 0  |
| Света Луција           | 4   | 3   | 1   | 1   | 1   | 9  | 5  |
| Доминиканска Република | 4   | 3   | 1   | 1   | 1   | 5  | 4  |
| Бахами                 | 0   | 3   | 0   | 0   | 3   | 1  | 19 |

| Бахами | 0 : 9 | Хаити |
| ------ | ----- | ----- |
|        |       |       |

| Доминиканска Република | 2 : 2 | Света Луција |
| ---------------------- | ----- | ------------ |
|                        |       |              |

| Света Луција | 0 : 2 | Хаити |
| ------------ | ----- | ----- |
|              |       |       |

| Доминиканска Република | 3 : 0 | Бахами |
| ---------------------- | ----- | ------ |
|                        |       |        |

| Света Луција | 7 : 1 | Бахами |
| ------------ | ----- | ------ |
|              |       |        |

| Хаити | 2 : 0 | Доминиканска Република |
| ----- | ----- | ---------------------- |
|       |       |                        |

### Група 3
Гвајана и  Монтсерат су одустале, из тог разлога су  Суринам и  Америчка Девичанска Острва прошли даље без борбе.
| Суринам | 6 : 1 | Америчка Девичанска Острва |
| ------- | ----- | -------------------------- |
|         |       |                            |

| Америчка Девичанска Острва | 0 : 2 | Суринам |
| -------------------------- | ----- | ------- |
|                            |       |         |

### Финална рунда

#### Полуфинале
| Јамајка | 2 : 0 | Хаити |
| ------- | ----- | ----- |
|         |       |       |

| Хаити | 0 : 0 | Јамајка |
| ----- | ----- | ------- |
|       |       |         |

| Суринам | 1 : 3    | Тринидад и Тобаго                           |
| ------- | -------- | ------------------------------------------- |
| ? ?’    | Извештај | Мајли Атн-Џонсон ?’, ?’ · Аланија Бургин ?’ |

Прекинуто у 86' при 3 : 1 за Тринидад када је Суринам остао са 6 играча (3 искључена, 2 повређена), крајњи резултат је остао исти.
| Тринидад и Тобаго                      | 2 : 1    | Суринам |
| -------------------------------------- | -------- | ------- |
| [Камара Чарлс ?’ · Мајли Атн-Џонсон ?’ | Извештај | ? ?’    |

#### Утакмица за треће место
| Хаити                                                 | 3 : 0 | Суринам |
| ----------------------------------------------------- | ----- | ------- |
| Мирланд Бјен-Аме 28’ · Виола Норд 42’ · Жуди Пјер 80’ |       |         |

| Суринам       | 1 : 2 | Хаити                                   |
| ------------- | ----- | --------------------------------------- |
| Дениа Влие 4’ |       | Фернанде Хилари 45’ · Мирланд Телас 48’ |

#### Финале
Нема података о евентуалној утакмици финала квалификација. Пре тога  Тринидад и Тобаго и  Јамајка су се пласирале на финални турнир а  Хаити је обезбедио пласман победом у утакмици за треће место.